# 卡拉欽
48°7′54″N 22°52′11″E / 48.13167°N 22.86972°E
卡拉欽（烏克蘭語：Карачин），是烏克蘭西部的村莊，隸屬外喀爾巴阡州的貝雷霍韋區。該村面積2.03平方公里，海拔高度121米，2001年人口400，人口密度每平方公里200人。